# 薬師寺 (各務原市)
薬師寺 (やくしじ）は、岐阜県各務原市那加雄飛ケ丘町にある法相宗の寺院。山号は川崎山。本尊は薬師如来。開山（創立者）は橋本凝胤。東海四十九薬師霊場第16番札所。

## 概要
1938年（昭和13年）、川崎航空機（現在の川崎重工業）の社宅街を新設するにあたり現在の寺地に集会所が建てられた。そこに精神修養の道場を設けるという目的で当時奈良薬師寺の管主であった橋本凝胤に寺院の開基が依頼され、薬師如来座像が安置された。
戦後間もなく境内の一角に保育所が設けられ（現・社会福祉法人雄飛ヶ丘保育園）、混乱期にあった時代の子どもたちの教育には住職自らがあたった。その功績から3代目住職の村上冲胤は勲五等旭日小綬章と藍綬褒章を授与されている。

## 文化財

### 岐阜県指定重要文化財
- 木造薬師如来坐像[1]（奈良薬師寺から移された）

### 各務原市指定文化財
- 不動明王像[2]
- 聖観音菩薩立像[2]

## 前後の札所
東海四十九薬師霊場
15 水薬師寺 - 16 薬師寺 - 17 本誓院